# 回龙河站
回龙河站位于四川省广元市利州区河西街道回龙河开发区，兰渝铁路广元站、太公站区间，由国铁成都局集团广元车务段管辖。车站相当于线路所，不办理客货运业务，仅办理列车跨线。

## 设施
车站为西南—东北走向，站场实际为两处分歧线路所，仅设有8组道岔（分两处）：南侧岔区（原称K584线路所）设道岔5组，兰渝西成联络线经道岔侧向岔出，下行联络线设有安全线，上行联络线另有广元动车所存车场走行线单向接入，并设有安全线；北侧岔区（原称K583线路所）设道岔3组，广元西兰渝货联线经道岔侧向岔出，上行联络线设有安全线。车站无股道，无站台、站房设施，由广元兰渝宝成场远程控制管理。车站所衔接各线区间均为复线，且均已电气化。